# Гостинодворская улица (Старая Русса)

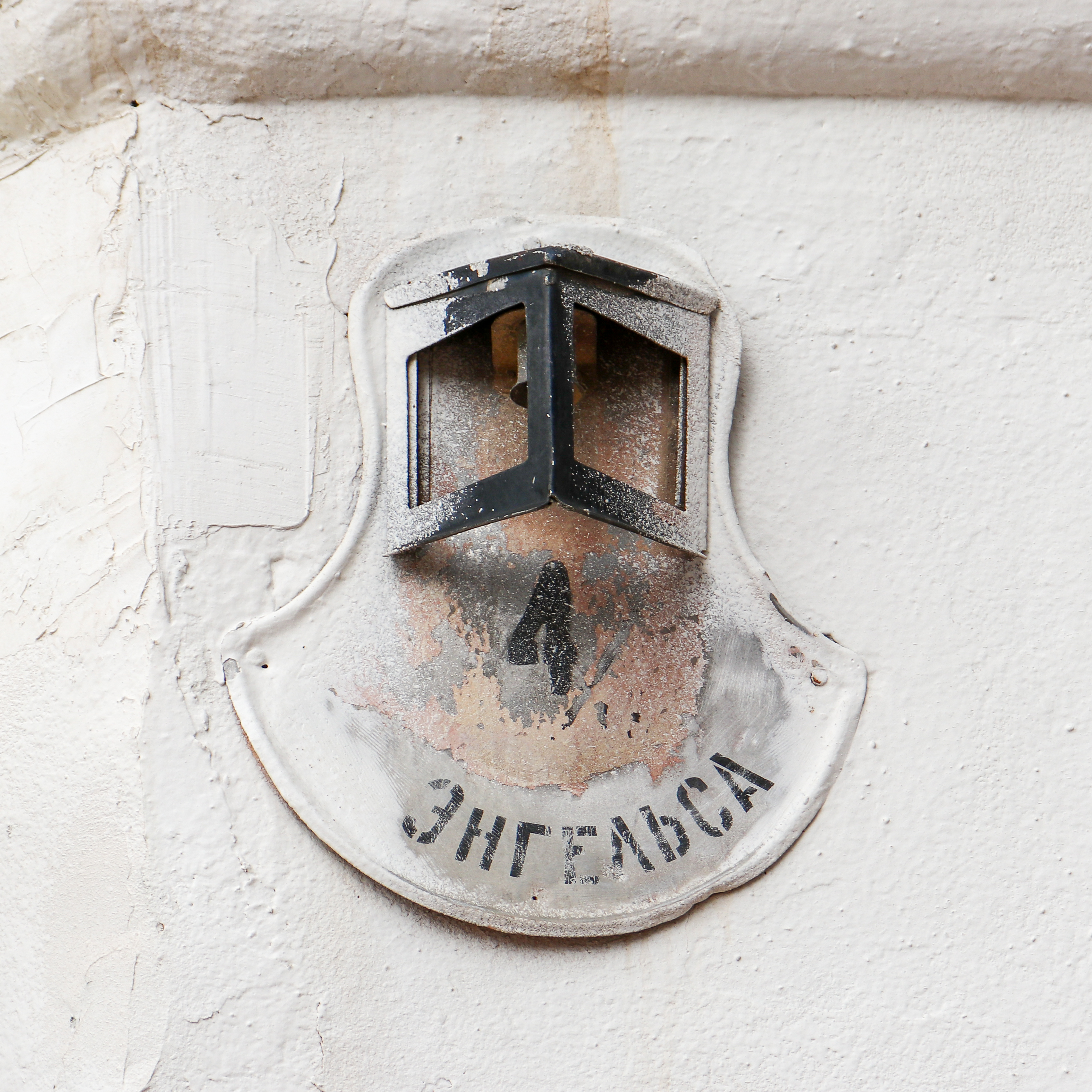
Сохранившаяся табличка с бывшим названием улицы на здании гостиницы «Белград»

Гостинодворская улица — улица в Старой Руссе.
Проходит через исторический центр города от берега реки Полисть (Набережная Достоевского) до улицы Некрасова.

## История
Первоначальное название — Старогостинодворская улица, в отличие от Новогостинодворской (ныне — Воскресенской) улицы. Две эти улицы проходили через площадь с построенными к концу XVIII века торговыми рядами (гостиным двором). Комплекс торговых рядов (Железные, Рыбаки, Шелковые и Мучные ряды) был утрачен во время Великой Отечественной войны
В советское время носила имя немецкого философа и общественного деятеля, теоретика коммунизма Фридриха Энгельса (1820—1895).
В 1958 году в Старой Руссе в границах улиц Минеральной, Гостинодворской и Крестецкой был заложен Парк Победы. В центре парка 3 ноября 1964 года был открыт монумент Славы — памятник освободителям города от немецко-фашистских захватчиков (архитекторы Е. М. Раппопорт, П. И. Юшканцев и скульптор А. Н. Черницкий, проект монумента — дипломная работа всех авторов).
В 1969 году частная жилая застройка на углу с улицей Тимура Фрунзе была снесена и на этом месте построена гостиница «Полисть» с рестораном.
Историческое наименование возвращено в 2014 году Решением Совета депутатов города Старая Русса от 10.12.2014 № 84.

## Достопримечательности
Парк Победы
д. 6 упомянут Ф. М. Достоевским в романе «Братья Карамазовы» как трактир города Скотопригоньевска, в XIX веке здесь находился один из городских трактиров. Ныне здание занято под центр художественных промыслов и ремесел, созданный в 1997 г.

## Известные жители
д. 15 — известный старорусский краевед, священник Владимир  Александрович  Пылаев (1888—1937)

## Галерея

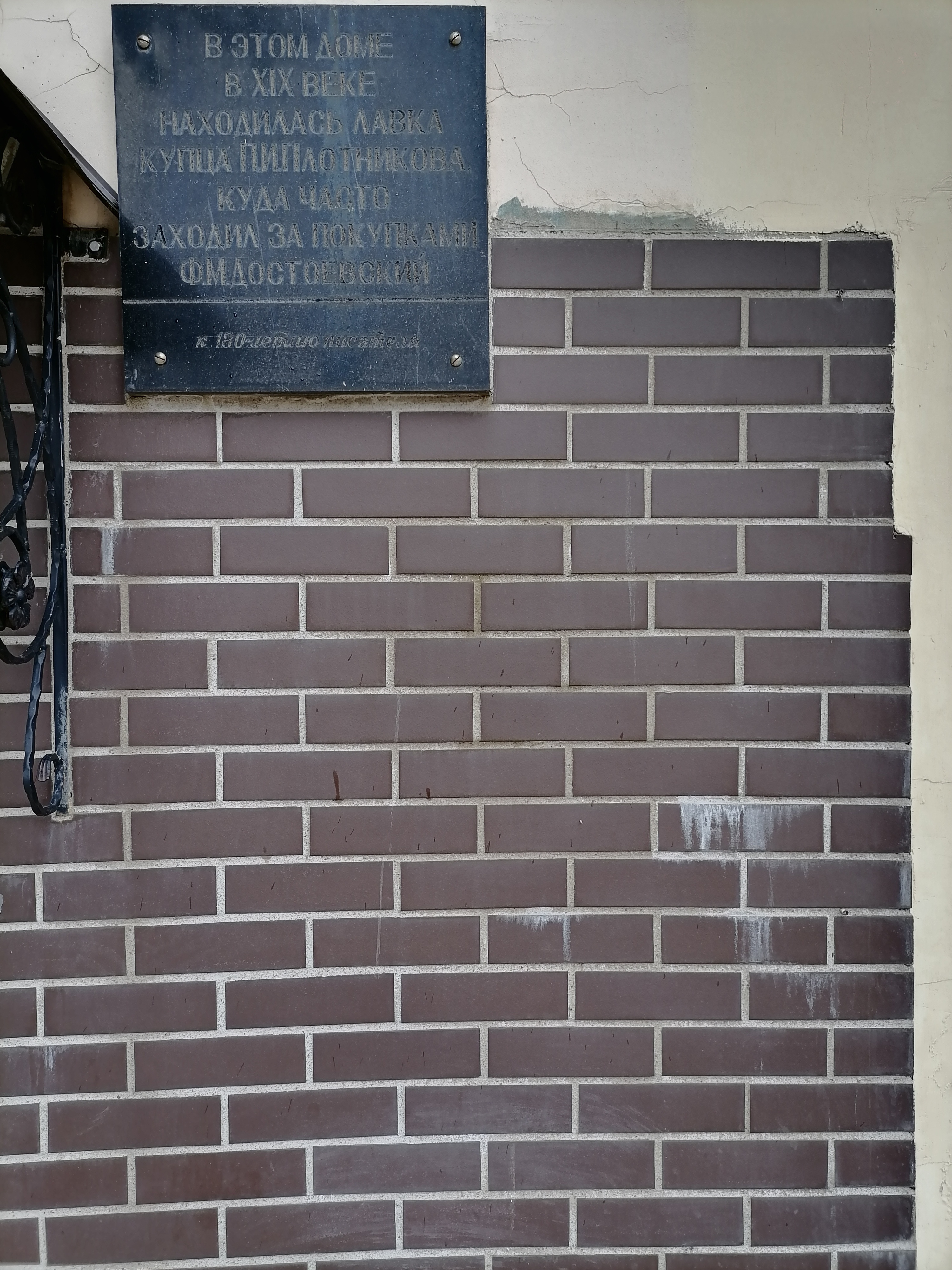
д. 4. Мемориальная доска Ф. М. Достоевскому
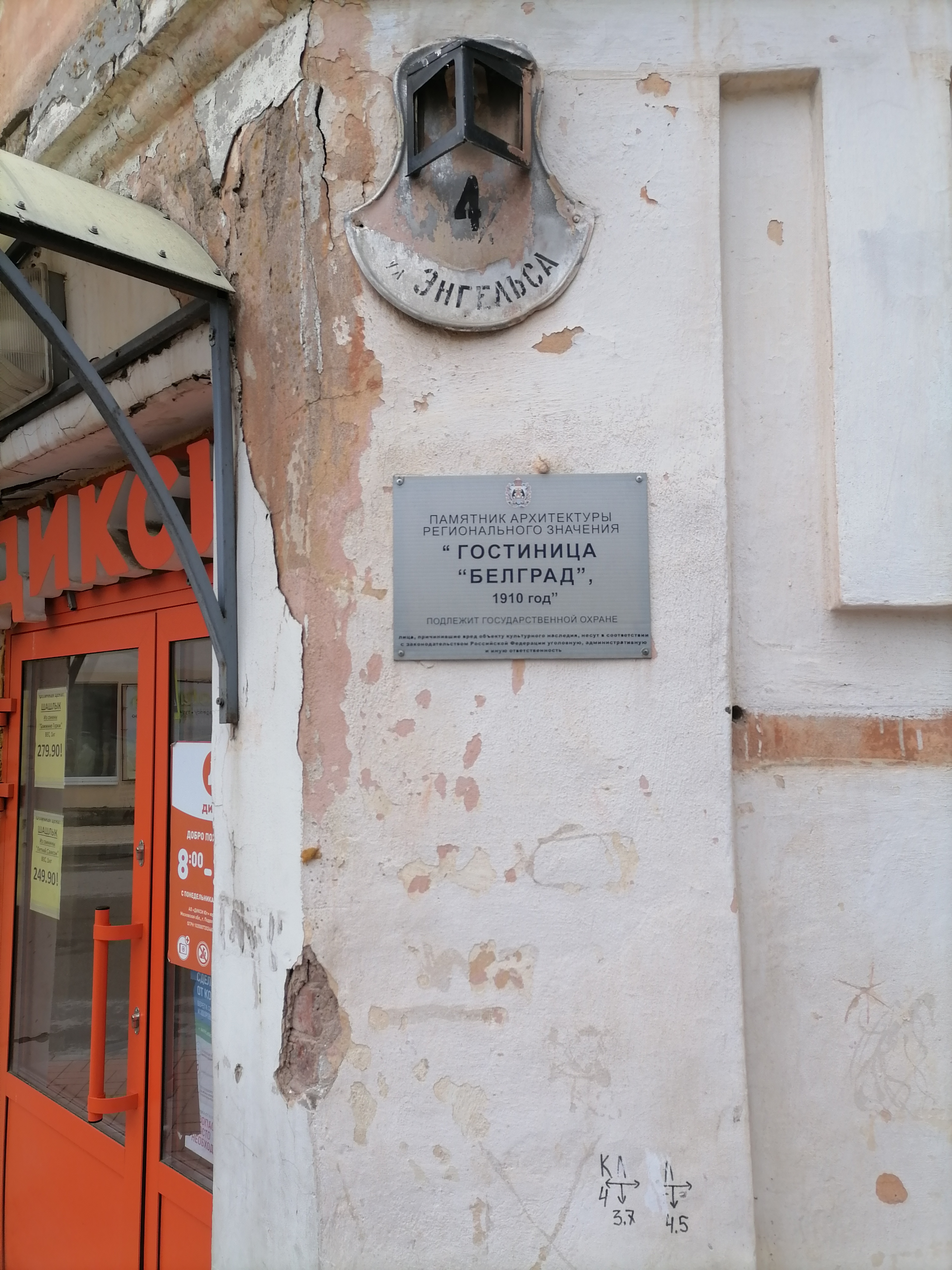
д. 4
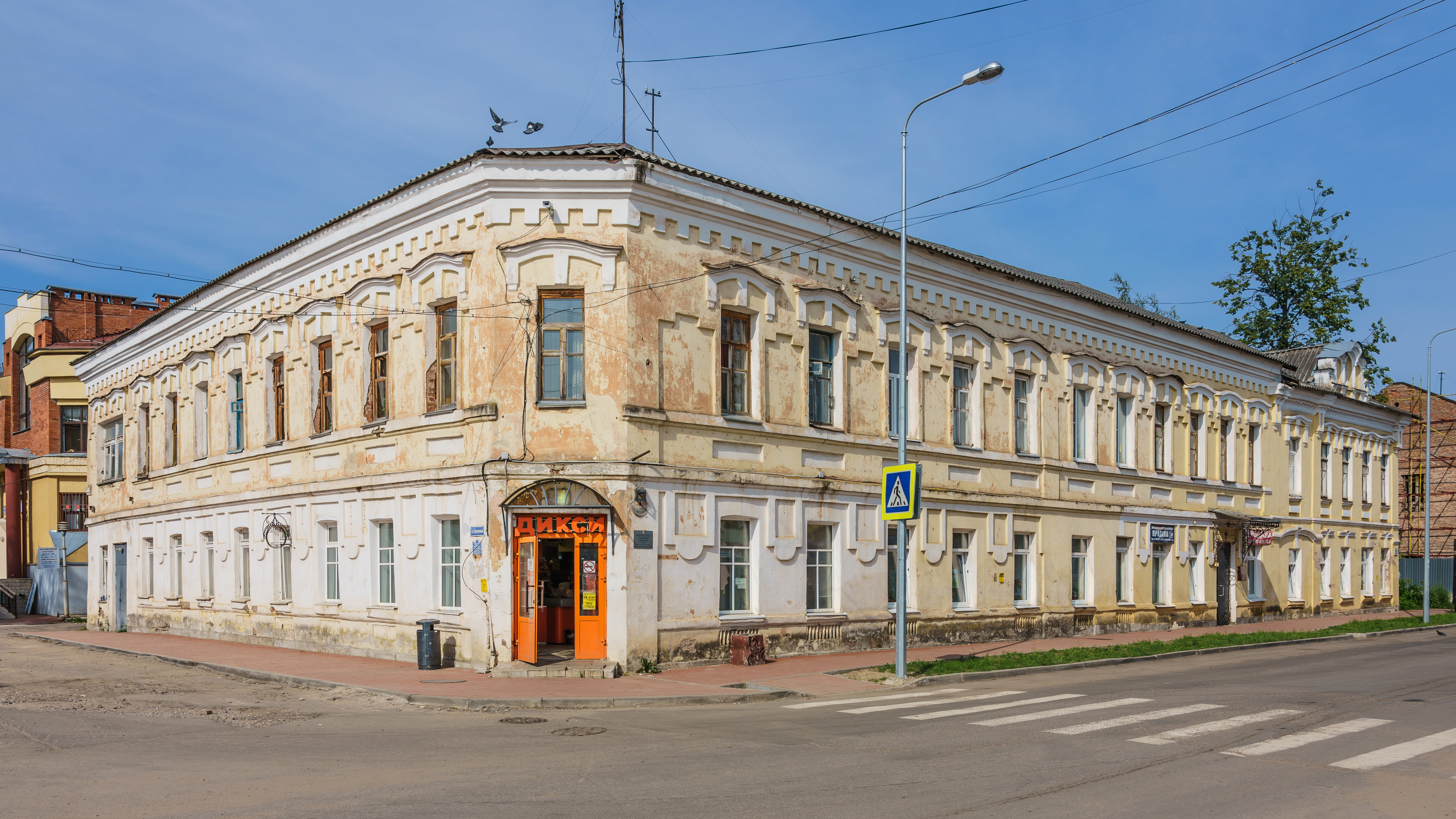
д. 4
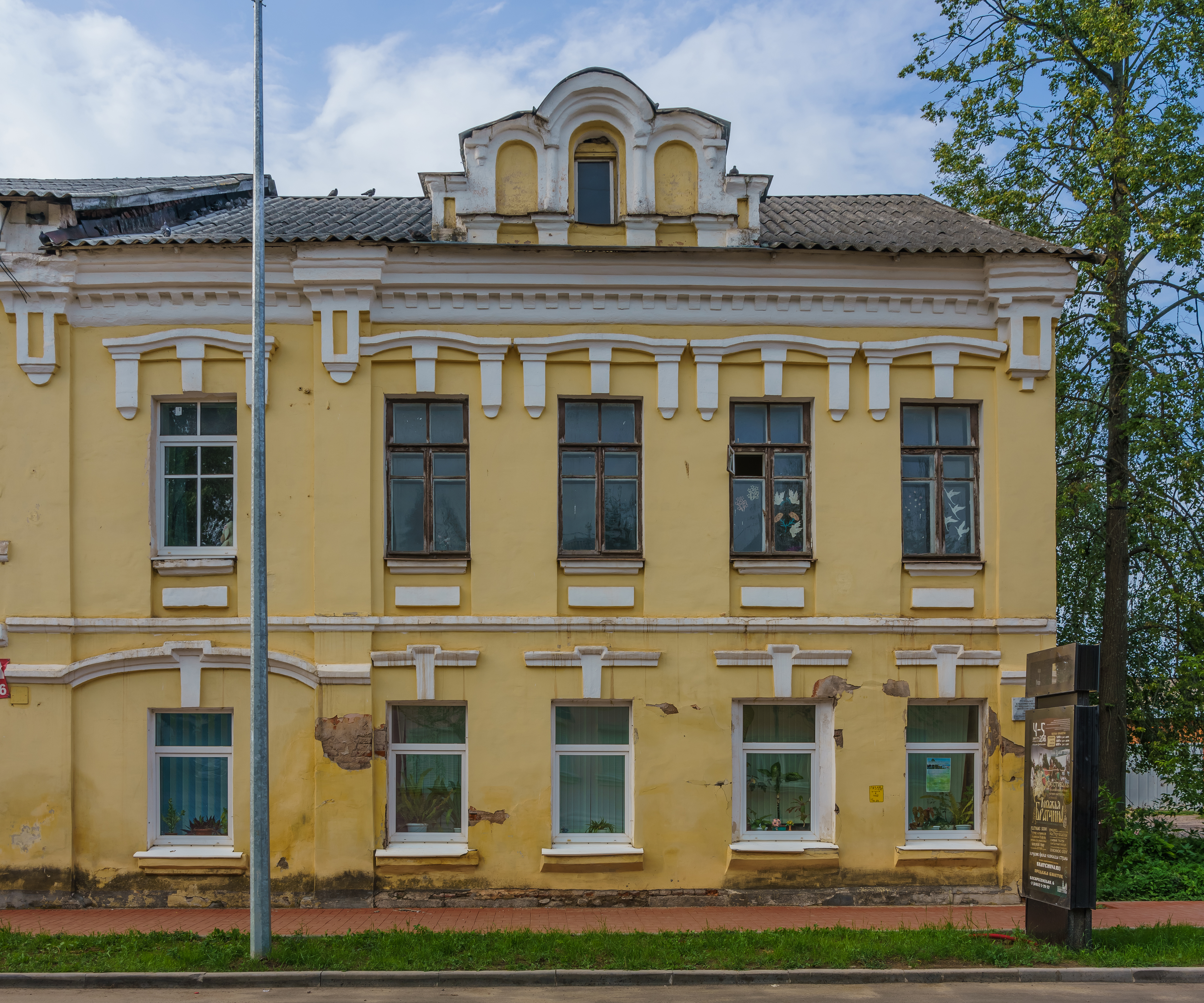
д. 6